# Volta a la Comunitat Valenciana 2008
La Volta a la Comunitat Valenciana 2008, sessantaseiesima edizione della corsa, si svolse in cinque tappe dal 26 febbraio al 1º marzo 2008, per un percorso totale di 826,5 km. Fu vinto dallo spagnolo Rubén Plaza che terminò la gara in 19h54'49".

## Tappe
| Tappa  | Data        | Percorso                  | km    | Vincitore di tappa                    | Leader cl. generale |
| ------ | ----------- | ------------------------- | ----- | ------------------------------------- | ------------------- |
| 1ª     | 26 febbraio | Sagunto > Port de Sagunto | 157   | José Iván Gutiérrez                   | José Iván Gutiérrez |
| 2ª     | 27 febbraio | Alzira > Xàtiva           | 178   | Erik Zabel                            | José Iván Gutiérrez |
| 3ª     | 28 febbraio | Ibi > Ibi                 | 166,5 | Manuel Vázquez                        | Rubén Plaza         |
| 4ª     | 29 febbraio | Náquera > Náquera         | 175,6 | Mirco Lorenzetto                      | Rubén Plaza         |
| 5ª     | 29 febbraio | Valencia > Valencia       | 149,4 | Alessandro Petacchi Danilo Napolitano | Rubén Plaza         |
| Totale | Totale      | Totale                    | 826,5 |                                       |                     |

## Squadre e corridori partecipanti
| N.    | Cod. | Squadra           |
| ----- | ---- | ----------------- |
| 1-8   | AST  | Astana            |
| 11-18 | BTL  | Bouygues Télécom  |
| 21-28 | GCE  | Caisse d'Epargne  |
| 31-38 | COF  | Cofidis           |
| 41-48 | EUS  | Euskaltel-Euskadi |
| 51-58 | LAM  | Lampre            |
| 61-68 | LIQ  | Liquigas          |
| 71-78 | MRM  | Team Milram       |
| 81-88 | RAB  | Rabobank          |

| N.      | Cod. | Squadra                          |
| ------- | ---- | -------------------------------- |
| 91-98   | SDV  | Saunier Duval-Scott              |
| 101-108 | ACA  | Andalucía-Cajasur                |
| 111-118 | SLB  | Sport Lisboa e Benfica           |
| 121-128 | GNM  | Contentpolis-Murcia              |
| 131-138 | SPI  | Extremadura-Grupo Gallardo       |
| 141-148 | KGZ  | Karpin Galicia                   |
| 151-158 | TSL  | Team Slipstream-Chipotle p/b H30 |
| 161-168 | ORB  | Orbea-Oreka S.D.A.               |

## Dettagli delle tappe

### 1ª tappa
- 26 febbraio: Sagunto > Port de Sagunto – 157 km

Risultati
| Pos. | Corridore           | Squadra       | Tempo    |
| ---- | ------------------- | ------------- | -------- |
| 1    | José Iván Gutiérrez | C. d'Epargne  | 3h46'59" |
| 2    | Rubén Plaza         | Sport Lisboa  | s.t.     |
| 3    | Xavier Florencio    | Bouygues Tél. | s.t.     |

| Pos. | Corridore           | Squadra      | Tempo    |
| ---- | ------------------- | ------------ | -------- |
| 1    | José Iván Gutiérrez | C. d'Epargne | 3h46'49" |
| 2    | Rubén Plaza         | Sport Lisboa | a 4"     |
| 3    | Manuel Vázquez      | Contentpolis | s.t.     |

Descrizione e riassunto
La corsa iniziò nel segno dei corridori spagnoli. Il quattro volte campione nazionale José Iván Gutiérrez (Caisse d'Epargne) si rivelò il più veloce nello sprint finale di 25 atleti e si aggiudicò la tappa davanti ai compatrioti Rubén Plaza (Benfica) e Xavier Florencio (Bouygues Télécom), che a sua volta era partito per primo nel rettilineo conclusivo senza però raggiungere il successo. Il gruppo principale giunse al traguardo con oltre un minuto e mezzo di ritardo.

### 2ª tappa
- 27 febbraio: Alzira > Xàtiva – 178 km

Risultati
| Pos. | Corridore        | Squadra     | Tempo    |
| ---- | ---------------- | ----------- | -------- |
| 1    | Erik Zabel       | Team Milram | 4h31'22" |
| 2    | Mirco Lorenzetto | Lampre      | s.t.     |
| 3    | Samuel Dumoulin  | Cofidis     | s.t.     |

| Pos. | Corridore           | Squadra      | Tempo    |
| ---- | ------------------- | ------------ | -------- |
| 1    | José Iván Gutiérrez | C. d'Epargne | 8h18'11" |
| 2    | Rubén Plaza         | Sport Lisboa | a 4"     |
| 3    | Gorka Verdugo       | Euskaltel    | a 6"     |

Descrizione e riassunto
Erik Zabel trionfò allo sprint sul traguardo di Xativa precedendo ben più giovani rivali quali Mirco Lorenzetto, il francese Samuel Dumoulin ed altri due velocisti italiani, Filippo Pozzato e Danilo Napolitano. La tappa fu in precedenza animata da una lunga fuga a tre, i cui protagonisti Timothy Duggan (USA), Juan José Oroz (Spagna) e Gustavo César Veloso (Spagna) vennero ripresi ad una decina di chilometri dal traguardo. Lo spagnolo José Iván Gutiérrez mantenne la testa della classifica generale.

### 3ª tappa
- 28 febbraio: Ibi > Ibi – 166,5 km

Risultati
| Pos. | Corridore        | Squadra       | Tempo    |
| ---- | ---------------- | ------------- | -------- |
| 1    | Manuel Vázquez   | Contentpolis  | 4h08'49" |
| 2    | Rubén Plaza      | Sport Lisboa  | s.t.     |
| 3    | Xavier Florencio | Bouygues Tél. | a 16"    |

| Pos. | Corridore           | Squadra      | Tempo     |
| ---- | ------------------- | ------------ | --------- |
| 1    | Rubén Plaza         | Sport Lisboa | 12h26'55" |
| 2    | Manuel Vázquez      | Contentpolis | a 5"      |
| 3    | José Iván Gutiérrez | C. d'Epargne | a 21"     |

Descrizione e riassunto
Manuel Vázquez vinse la tappa mentre Rubén Plaza conquistò il primato in classifica - con 5" sullo stesso Vázquez - proprio nella sua città natale. I due spagnoli andarono all'attacco sull'ultima salita, dopo la fine di una precedente fuga a tre, e giunsero all'arrivo da soli, complice un errore di percorso degli inseguitori, alla fine staccati di 16 secondi.

### 4ª tappa
- 29 febbraio: Náquera > Náquera – 175,6 km

Risultati
| Pos. | Corridore        | Squadra       | Tempo    |
| ---- | ---------------- | ------------- | -------- |
| 1    | Mirco Lorenzetto | Lampre        | 4h15'00" |
| 2    | Xavier Florencio | Bouygues Tél. | s.t.     |
| 3    | Filippo Pozzato  | Liquigas      | s.t.     |

| Pos. | Corridore        | Squadra       | Tempo     |
| ---- | ---------------- | ------------- | --------- |
| 1    | Rubén Plaza      | Sport Lisboa  | 16h41'55" |
| 2    | Manuel Vázquez   | Contentpolis  | a 5"      |
| 3    | Xavier Florencio | Bouygues Tel. | a 21"     |

Descrizione e riassunto
Mirco Lorenzetto fece sua la tappa con partenza ed arrivo a Naquera - dopo otto giri di un circuito di 22 chilometri circa - conquistando il suo primo successo stagionale. Il velocista trevigiano si impose in una volata di gruppo sullo spagnolo Xavier Florencio e su Filippo Pozzato al traguardo dell'eremo di San Francesco, dopo una breve ascesa con dislivelli fino al 12%. Quarto posto per Alessandro Ballan. La fuga dello statunitense Lucas Euser e dell'iberico Antonio Piedra si era esaurita a una decina di km dall'arrivo. In classifica generale restò al comando Rubén Plaza, con un vantaggio di 5" su Manuel Vázquez e 21" su Florencio.

### 5ª tappa
- 1º marzo: Valencia > Valencia – 149,4 km

Risultati
| Pos. | Corridore           | Squadra     | Tempo    |
| ---- | ------------------- | ----------- | -------- |
| SQ   | Alessandro Petacchi | Team Milram | 3h12'54" |
| 1    | Danilo Napolitano   | Lampre      | s.t.     |
| 2    | Francesco Chicchi   | Liquigas    | s.t.     |

| Pos. | Corridore        | Squadra       | Tempo     |
| ---- | ---------------- | ------------- | --------- |
| 1    | Rubén Plaza      | Sport Lisboa  | 19h54'49" |
| 2    | Manuel Vázquez   | Contentpolis  | a 5"      |
| 3    | Xavier Florencio | Bouygues Tel. | a 21"     |

Descrizione e riassunto
Proprio come lo scorso anno, i velocisti italiani trionfano sul rettilineo di Valencia. Ma questa volta Alessandro Petacchi non si lasciò sfuggire la tappa e mise in fila Danilo Napolitano e Francesco Chicchi mentre Erik Zabel, compagno di squadra di Petacchi, terminò in quarta posizione. Si arrivò allo sprint dopo che una fuga di cinque corridori - ridotti a quattro allorché Guido Trenti ha problemi alla bicicletta - venne neutralizzata a poche miglia dall'arrivo. Lo spagnolo Rubén Plaza si aggiudicò la vittoria finale davanti a Manuel Vázquez e Xavier Florencio.

## Evoluzione delle classifiche
| Tappa              | Vincitore           | Classifica generale Maglia gialla | Classifica a punti Maglia arancione | Classifica scalatori Maglia blu | Classifica combinata Maglia verde | Classifica a squadre |
| ------------------ | ------------------- | --------------------------------- | ----------------------------------- | ------------------------------- | --------------------------------- | -------------------- |
| 1ª                 | José Iván Gutiérrez | José Iván Gutiérrez               | José Iván Gutiérrez                 | Manuel Vázquez                  | Rubén Plaza                       | Bouygues Télécom     |
| 2ª                 | Erik Zabel          | José Iván Gutiérrez               | José Iván Gutiérrez                 | Manuel Vázquez                  | Gorka Verdugo                     | Bouygues Télécom     |
| 3ª                 | Manuel Vázquez      | Rubén Plaza                       | Rubén Plaza                         | Manuel Vázquez                  | Manuel Vázquez                    | Bouygues Télécom     |
| 4ª                 | Mirco Lorenzetto    | Rubén Plaza                       | Xavier Florencio                    | Manuel Vázquez                  | Manuel Vázquez                    | Bouygues Télécom     |
| 5ª                 | Alessandro Petacchi | Rubén Plaza                       | Xavier Florencio                    | Manuel Vázquez                  | Manuel Vázquez                    | Bouygues Télécom     |
| Classifiche finali | Classifiche finali  | Rubén Plaza                       | Xavier Florencio                    | Manuel Vázquez                  | Manuel Vázquez                    | Bouygues Télécom     |

## Classifiche finali

### Classifica generale - Maglia gialla
| Pos. | Corridore           | Squadra       | Tempo     |
| ---- | ------------------- | ------------- | --------- |
| 1    | Rubén Plaza         | Sport Lisboa  | 19h54'49" |
| 2    | Manuel Vázquez      | Contentpolis  | a 5"      |
| 3    | Xavier Florencio    | Bouygues Tel. | a 21"     |
| 4    | José Iván Gutiérrez | C. d'Epargne  | a 24"     |
| 5    | Gorka Verdugo       | Euskaltel     | a 31"     |
| 6    | Alberto Contador    | Astana        | a 33"     |
| 7    | Jérôme Pineau       | Bouygues Tél. | a 35"     |
| 8    | Vincenzo Nibali     | Liquigas      | s.t.      |
| 9    | Maxime Monfort      | Cofidis       | s.t.      |
| 10   | Antonio Colom       | Astana        | s.t.      |

### Classifica a punti - Maglia arancione
| Pos. | Corridore           | Squadra       | Punti |
| ---- | ------------------- | ------------- | ----- |
| 1    | Xavier Florencio    | Bouygues Tél. | 55    |
| 2    | Mirco Lorenzetto    | Lampre        | 51    |
| 3    | José Iván Gutiérrez | C. d'Epargne  | 47    |
| 4    | Manuel Vázquez      | Contentpolis  | 45    |
| 5    | Rubén Plaza         | Sport Lisboa  | 44    |

### Classifica scalatori - Maglia blu
| Pos. | Corridore        | Squadra      | Punti |
| ---- | ---------------- | ------------ | ----- |
| 1    | Manuel Vázquez   | Contentpolis | 24    |
| 2    | Timothy Duggan   | Slipstream   | 11    |
| 3    | Gorka Verdugo    | Euskaltel    | 11    |
| 4    | Koos Moerenhout  | Rabobank     | 10    |
| 5    | Jonathan McCarty | Slipstream   | 10    |

### Classifica combinata - Maglia verde
| Pos. | Corridore        | Squadra       | Punti |
| ---- | ---------------- | ------------- | ----- |
| 1    | Manuel Vázquez   | Contentpolis  | 7     |
| 2    | Rubén Plaza      | Sport Lisboa  | 12    |
| 3    | Gorka Verdugo    | Euskaltel     | 17    |
| 4    | Xavier Florencio | Bouygues Tel. | 20    |
| 5    | Jérôme Pineau    | Bouygues Tél. | 33    |

### Classifica a squadre
| Pos. | Squadra                          | Tempo     |
| ---- | -------------------------------- | --------- |
| 1    | Bouygues Télécom                 | 59h46'12" |
| 2    | Cofidis, le Crédit par Téléphone | a 1'47"   |
| 3    | Sport Lisboa e Benfica           | a 3'32"   |
| 4    | Lampre                           | a 3'52"   |
| 5    | Astana                           | a 4'04"   |